# Вулька-Заблоцька (Більський повіт)
Вулька-Заблоцька (пол. Wólka Zabłocka) — село в Польщі, у гміні Тучна Більського повіту Люблінського воєводства. Населення — 97 осіб (2011).

## Історія
За даними етнографічної експедиції 1869—1870 років під керівництвом Павла Чубинського, у селі переважно проживали греко-католики, які розмовляли українською мовою.
У 1921 році село входило до складу гміни Заболоття Більського повіту Люблінського воєводства Польської Республіки.
За переписом населення Польщі 10 вересня 1921 року в селі налічувалося 25 будинків та 143 мешканці, з них:
- 67 чоловіків та 76 жінок;
- 129 православних, 14 римо-католиків;
- 119 українців, 24 поляки.

За німецьким переписом 1940 року, у селі проживало 167 осіб, з них 119 «русинів», 33 українці, 14 поляків і один «фольксдойче».
У 1975—1998 роках село належало до Білопідляського воєводства.

## Населення
Демографічна структура станом на 31 березня 2011 року:
|          | Загалом | Допрацездатний вік | Працездатний вік | Постпрацездатний вік |
| -------- | ------- | ------------------ | ---------------- | -------------------- |
| Чоловіки | 50      | 4                  | 34               | 12                   |
| Жінки    | 47      | 2                  | 18               | 27                   |
| Разом    | 97      | 6                  | 52               | 39                   |